# Ágios Prokópios (ort i Grekland, Grekiska fastlandet)
Ágios Prokópios är en ort i Grekland.   Den ligger i prefekturen Nomós Evrytanías och regionen Grekiska fastlandet, i den centrala delen av landet, 220 km nordväst om huvudstaden Aten. Ágios Prokópios ligger 472 meter över havet och antalet invånare är 332.
Terrängen runt Ágios Prokópios är kuperad åt sydväst, men åt nordost är den bergig. Runt Ágios Prokópios är det glesbefolkat, med 11 invånare per kvadratkilometer. Närmaste större samhälle är Ágrafa, 15,6 km nordost om Ágios Prokópios. I omgivningarna runt Ágios Prokópios växer i huvudsak blandskog.